# Фёдоровка (Кашарское сельское поселение)
Фёдоровка — хутор в Кашарском районе Ростовской области.
Входит в состав Кашарского сельского поселения.

## География
Расположен на правом берегу реки Мечетная.
На хуторе имеется одна улица: Степная.

## Население
| 2010 |
| ---- |
| 15   |